# 屯绢胡同
39°54′44″N 116°21′40″E / 39.9121031°N 116.3609965°E
屯绢胡同，是位于北京市西城区中部的一条胡同。现已无存。

## 简介
屯绢胡同为东西走向，东到太平桥大街，西到复兴门北顺城街。全长483米，平均宽5米。明朝在此设屯马察院，简称“屯院”。清朝该胡同发音讹为“屯绢胡同”。1990年代拆除，原址兴建金宸国际公寓、顺成饭店。
1947年，周学熙迁居北平屯绢胡同，同年逝世。按其遗嘱，家人将其在屯绢胡同的寓所捐给北京赒社。